# Учительське слово
«Учи́тельське сло́во» — український педагогічний часопис.
Орган товариства «Взаємна поміч українського вчительства». Виходив у Львові у 1912—1939 роках. Спершу місячник, від 1913 року — двотижневик (з деякими перервами у 1914—1924 роках).
При «Учительському слові» виходили педагогічно-методичні часописи: 1923 року — «Життя і школа», від 1927 року — «Шлях навчання і виховання», який 1930 року відокремився під назвою «Шлях виховання й навчання», від 1930 року — квартальник «Методика й шкільна практика».
Редактори «Учительського слова»: І. Казанівський, Г. Коваль, І. Ліщинський, Андрій Зелений, Августин Домбровський, Іван Ющишин (1930—1939).